# Zsitvatoroki béke

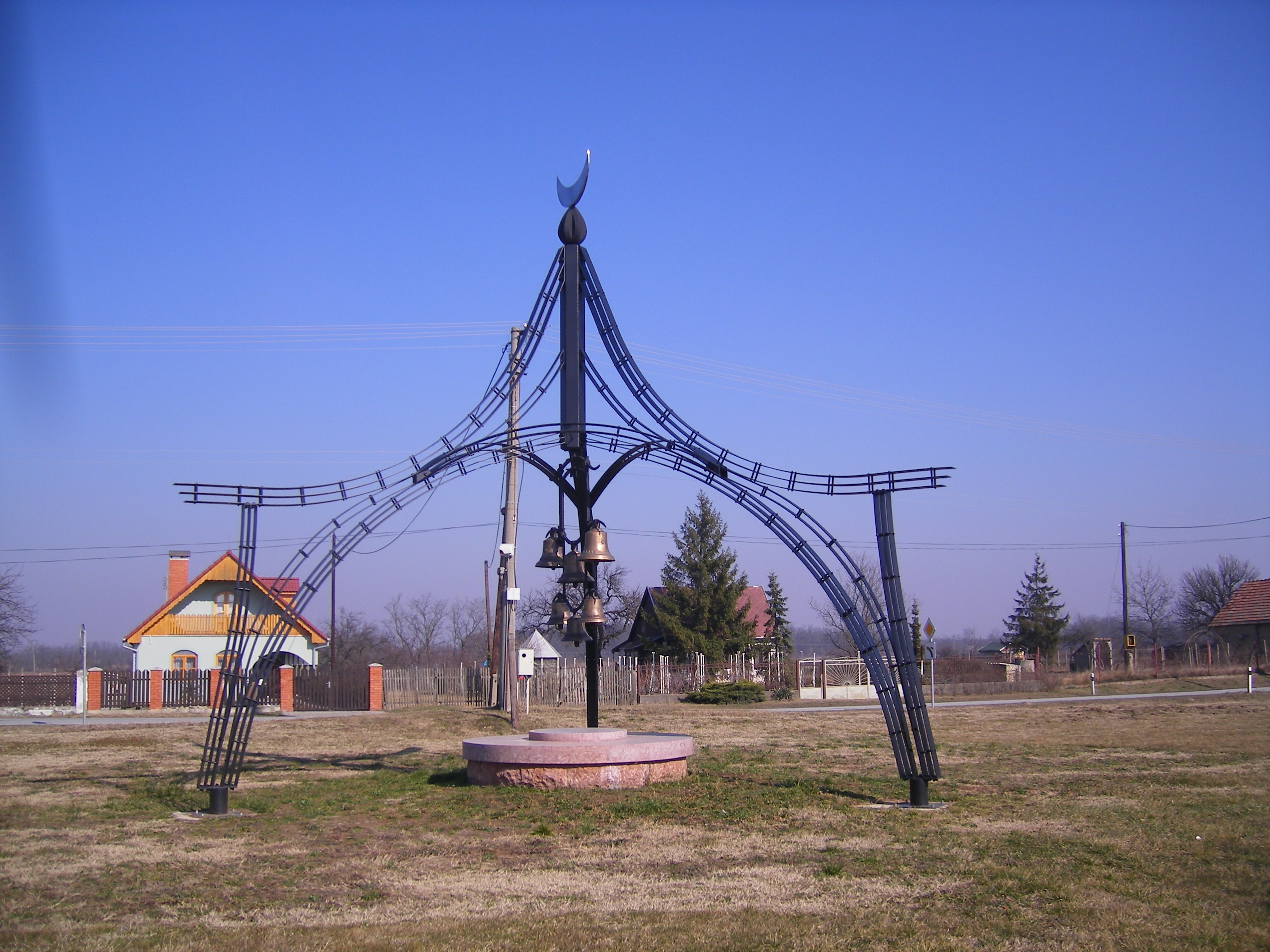
A zsitvatoroki békekötés emlékműve Zsitvatőn

A zsitvatoroki béke a tizenöt éves háborút lezáró békekötés. A békét Bocskai István közvetítésével kötötte I. Rudolf magyar király (1576–1608), német-római császár (1576–1612) és cseh király (utóbbi kettő mint II. Rudolf) valamint I. Ahmed oszmán szultán 1606. november 11-én a Zsitva folyó torkolatánál.

## Előzménye
A hosszú – vagy más néven tizenöt éves – háború (1591/1593–1606) a dunai Habsburg-monarchia és az Oszmán Birodalom összecsapása volt a Magyar Királyság területén. A Habsburgokkal szövetségben harcolt az Erdélyi, a Havasalföldi, a Moldvai fejedelemség, a Német-római Birodalom és a pápai állam támogatásával. A háborúhoz több európai állam és török uralom alatt élő nép, így a szerbek és bolgárok is csatlakoztak, akik közül sokat hajdúk közé szerveztek. A kezdeti keresztény sikerek után az erőviszonyok kiegyenlítődtek, így 1606-ban az eredeti állapothoz képest lényegében kevés változtatással zárult. A béke megkötéséhez nagymértékben hozzájárult, hogy az Oszmán Birodalmat lekötötték a kis-ázsiai felkelések és a perzsa támadások.
A szerződést latin, török és magyar nyelven fogalmazták meg, és Gévay Antal adta ki. Érdekessége, hogy a török és latin fordítások bizonyos részletekben nem egyeznek. Bayerle Gusztáv véleménye szerint ez nem hibás fordításból, hanem az egységes szöveg körüli megegyezés képtelenségéből, szándékos ferdítésből adódik a békeegyezmény megkötése érdekében. Emiatt mindkét fordítás hitelesnek tekinthető, de egyiket sem szignálta a szembenálló oldal delegációja.

## A béke pontjai, aláírói
|  |  |  | Mindkét fél megtarthatta elfoglalt területeit. |
|  |  |  |                                                |

- A császár egyszeri ajándékként 200 000 forintot küldött a szultánnak.
- A Habsburgok mentesültek az adófizetés alól.[3]
- Várakat megtámadni, rabokat ejteni tilos, a jelenlegi rabokat kiadják.
- A töröknek járó adót a hódoltsági falvak bírái szedik be, nem török katonák.
- A királynak nem adózó nemesek a töröknek sem kell, hogy adót fizessenek, vagyonukban és személyükben szabadok.
- Eger, Kanizsa és Esztergom vára török kézen maradt.
- A békét húsz évre kötötték.
- A bécsi béke kiegészítésének tekintették.

Rudolf a békeszerződés megkötéséhez Johann von Molart komáromi főkapitányt és Michael Adolf Althant, a császári és királyi hadsereg kormányzóját, magyar részről Thurzó Györgyöt, Istvánffy Miklóst, Batthyány Ferencet és Erdődy Kristófot; Bocskai pedig Illésházy Istvánt, Nyáry Pált, Czobor Mihályt és Hoffmann Györgyöt küldte. Bocskai fölényének jeléül a magyar királyi területre vonatkozó pontokat is aláírta. A békekötést Rudolf december 6-án szignálta.

## Következmények
A békekötéssel kezdődött a törökök magyarországi uralmának hanyatlása.